# Borderlands/La Frontera
Borderlands/La Frontera: The New Mestiza ist ein semi-autobiographisches Werk von Gloria Anzaldúa. Das Buch erschien 1987 im Verlag Aunt Lute Books.
Thema von Borderlands sind die unsichtbaren Grenzen, die zwischen verschiedenen Gruppen im Grenzbereich zwischen den USA und Mexiko existieren: US-Bürger – Mexikaner/Chicanos, Männer – Frauen, Heterosexuelle – Homosexuelle.

## Form
Das Buch ist unterteilt in zwei Teile. Der erste in Prosa geschriebenen Teil ist untergliedert in sieben Abschnitte, in denen sie Autobiographisches mit der Geschichte der US-amerikanisch-mexikanischen Grenze und essayhaften Passagen über ihre Weltanschauung verbindet.
Der zweite Teil des Buches besteht aus einer Sammlung von 38 Gedichten, die in sechs Gruppen unterteilt sind.
Das Buch lässt sich keiner der üblichen literarischen Kategorien zuordnen. Es verbindet aus der Perspektive einer lesbischen Feministin, einer Chicana-Tejana, Autobiographisches, Themen der Zeitgeschichte, historisch-kulturgeschichtliche Exkurse, Reflexionen über die aztekische Mythologie und Kultur, aus denen sie dann ihre Theorien über die „Neue Mestizin“, eine „Bewusstsein des Mestizen“ (Mestiza consciousness) und über „Grenzen“ und „Grenzgänger“ entwickelt.

## Inhalt
Borderlands beginnt mit einem Gedicht über das Meer, das Mexiko umgibt. Das Meer als eine natürliche Grenze soll als Kontrast zu den von Menschen geschaffenen, unnatürlichen Grenzen dienen. Eine solche unnatürliche Grenze stellt jene dar, welche die Vereinigten Staaten von Amerika und Mexiko trennt. Anzaldúa empfindet diese Grenze als befremdlich und beengend. Die Autorin spricht sogar von einer offenen Wunde („The U.S.-Mexican border es una herida abierta“) Diese künstlich errichtete Grenze trennt nicht nur zwei Länder, sondern sie übt auch großen Einfluss, sowohl soziologisch als auch psychologisch, auf jene Menschen aus, die um sie herum leben müssen. Anzaldúa verwickelt den Leser tief in die Spannungen und Konflikte zwischen den Chicanos und den Weißen. Hierbei vermittelt sie bildhaft einen Eindruck von der Hilflosigkeit der Mestizen, die durch die U.S.-mexikanische Grenze in ihrem einstigen Vaterland nicht mehr akzeptiert bzw. geduldet werden. 
Gemäß Anzaldúa dienen Grenzen dazu, das Gute vom Schlechten zu trennen, das Sichere vom Unsicheren, uns von denen. Den Mestizen ist es nicht gestattet, die Grenze zu überschreiten, egal ob legal oder illegal. Sie werden sodann vergewaltigt, verstümmelt, erdrosselt, vergast  oder erschossen. Nur Weiße und Reiche können die Grenze jederzeit überschreiten.
Des Weiteren erzählt Anzaldúa auch die geschichtlichen Hintergründe der U.S.-Mexikanischen Grenzregion. Nachdem die Mexikaner 1848 ihr Land verloren hatten (Treaty of Guadalupe Hidalgo), wurden viele von ihnen obach- und arbeitslos. Große U.S.-Konzerne machten sich diese Hilflosigkeit der Chicanos zu Nutze und zwangen sie zu stundenlanger, unterbezahlter Arbeit in ihren Fabriken. Zudem wurde das kulturelle Erbe der Chicanos verschmäht und ihnen stattdessen die amerikanische Kultur, Sprache und deren Ideale aufgezwängt. Für viele Mexikaner blieb nur die Wahl, in Mexiko zu bleiben und zu verhungern, oder das Risiko einzugehen, illegal und unter Lebensgefahr in die USA zu gelangen, um zu überleben.
Im Zusammenhang mit der Grenzthematik, insbesondere die Befreiung davon, erwähnt Anzaldúa auch das kulturelle Erbe der Chicanos. So verdeutlicht die Autorin zum Beispiel anhand der aztekischen Göttin Tlazolteotl, die seit Jahrhunderten bestehende Unterdrückung der Frauen durch Männer. Die Kraft, Leben zu gebären, die untrennbar mit dem sexuellen Akt verknüpft ist, wurde einzig den Frauen gegeben und sollte von ihnen restriktiv und mit Bedacht genutzt werden. Auf diese Weise könnten sich Frauen von den bedrückenden Grenzen ihres Geschlechtes befreien und sich der männlichen Herrschaft widersetzen. Die Kraft, Leben zu gebären, ist laut Anzaldúa vergleichbar mit dem Werk der Schöpfung. Frauen sind demnach mit einer unglaublich schöpferischen und enormen Kraft ausgestattet, die Männer niemals innehaben werden. Somit seien Frauen den Männern grundsätzlich überlegen und ihnen nicht etwa untergeordnet.
Neben der physischen Grenze zwischen den Vereinigten Staaten von Amerika und Mexiko, den sprachlichen Barrieren zwischen Spanisch, Englisch und diversen Slangs sowie den sexuellen Grenzen in Form von verschiedenen Geschlechtern und Neigungen, thematisiert Anzaldúa auch unsichtbare Grenzen wie die der Kunst bzw. dem Verständnis und der Würdigung von künstlerischen Gütern. Für die Latinos und deren Kultur ist Kunst etwas Lebendiges, etwas, das atmet und menschliche Bedürfnisse hegt. Kunstwerke werden dort nicht als Objekte, sondern als Personen wahrgenommen, denen man besondere Aufmerksamkeit schenkt. Man bringt ihnen Opfer, nährt und pflegt sie: „They attend them by making sacrifices of blood (goat or chicken), libtations of wine. They bathe, feed and clothe them.“ Für die Weißen hingegen ist Kunst lediglich dazu da, um ihre Räume zu dekorieren. Kunstobjekte werden hier zwar bewundert, allerdings werden sie keinesfalls als etwas Lebendiges angesehen. Demnach haben Weiße laut Anzaldúa kein wirkliches Verständnis für Kunst, sie können sich nicht tief mit ihr verbinden, wie es die Latinos hingegen können. Auch das sei laut Anzaldúa Beweis dafür, dass die Weißen lediglich auf der Erde sind, um diese auszubeuten, nicht jedoch um ihr zu helfen oder respektvoll mit ihr umzugehen, ihre Schöpfungen zu huldigen.
Der zweite Teil von Borderlands besteht aus einer Sammlung von Gedichten Anzaldúas, die sich ebenfalls mit Grenzen und Grenzerfahrungen befassen. Durch die Gedichtform erlaubt die Autorin ihren Lesern einen anderen Zugang zur Thematik.

## Interpretation
Sämtliche Texte in Borderlands basieren auf Anzaldúas eigenen Erfahrungen als Chicana und lesbische Aktivistin. Anhand diverser Identitätsanteile erörtert die Autorin verschiedene Grenzerfahrungen. So birgt beispielsweise die lesbische Natur Anzaldúas sowohl weibliche als auch männliche Anteile. Auch das kulturelle Erbe Anzaldúas setzt sich aus verschiedenen Rassen und Kulturen zusammen. Das Konzept der „Grenze“ als etwas vom Menschen willkürlich Geschaffenes wird von Anzaldúa kontinuierlich hinterfragt. Laut Anzaldúa gibt es hier stets einen Unterdrücker (oppressor) und einen Unterdrückten (oppressed). Sie fordert die Unterdrücker auf, sich für das Wohl der Unterdrückten einzusetzen und ihre Einstellung zu ihnen zu überdenken. Durch Vorurteile und Ignoranz gegenüber den Unterdrückten werden diese geschwächt und die imaginären Grenzen zwischen den einzelnen Gruppen zunehmend gefestigt.

## Sprache
Der Text wechselt ständig zwischen den Sprachen Englisch, Spanisch und diversen Slangs. Für die Chicanos gilt: „We are a synergy of two cultures with various degrees of Mexicanness or Angloness. I have so internalized the borderland conflict that sometimes I feel like one cancels out the other and we are zero, nothing, no one.“ Der kontinuierliche Sprachwechsel spiegelt die innere Zerrissenheit der Mestizen wider: Aufgewachsen zwischen zwei verschiedenen Kulturen, fühlen sie sich keiner wirklich zugehörig. Nur durch das Zusammenwirken beider Anteile erhalten sie ihre vollständige Identität. Dem sprachlichen Konflikt der Borderlands-Bevölkerung ist ein eigenes Kapitel – „How to Tame a Wild Tongue“ – gewidmet, in dem es um die Bedeutung der Sprache zur Identitätsbildung des Menschen geht.

## Historischer Hintergrund

### Mexiko
Zwischen 1519 und 1521 wurde Mexiko durch den spanischen Konquistador Hernán Cortés und seine Gefolgen erobert. Die folgenden 300 Jahre befand sich das Land unter spanischer Herrschaft, bevor am 16. September 1810 Miguel Hidalgo y Costilla, ein katholischer Pfarrer, die Forderung nach mexikanischer Unabhängigkeit aussprach. Sein Grito de Dolores war der erste öffentliche Ruf nach Unabhängigkeit im Lande und zugleich der Beginn einer Rebellion gegen Spanien, die in eine Kriegserklärung und somit in den mexikanischen Unabhängigkeitskrieg mündete. Nach 10 Jahren Krieg war der Sieg der mexikanischen Guerilla-Truppen nah und Spanien erklärte sich bereit, den „Treaty of Córdoba“ im August 1821 zu unterzeichnen. Mexiko war fortan ein unabhängiger Staat und gründete eine konstitutionelle Monarchie unter Agustín de Iturbide.

### Texas
Das texanische Gebiet gehörte lange Zeit zu Mexiko und war nur spärlich besiedelt. Nachdem Mexiko 1821 die Unabhängigkeit von Spanien erlangt hatte, erlaubte die mexikanische Regierung US-amerikanischen Siedlern, für sich Land in dieser Region zu beanspruchen. Viele US-amerikanische Siedler begrüßten diese Möglichkeit, günstig an Landbesitz zu kommen und so wurde das Gebiet zunehmend von ihnen bevölkert. Durch die immer größere Anzahl von U.S.-Bürgern wurden die Mexikaner im Gebiet immer mehr zur Minderheit. Die Sprache und das kulturelle Erbe der Mexikaner wurden jedoch seitens der Siedler abgelehnt. Zudem führte die Tatsache, dass in dem Gebiet überwiegend U.S.-Bürger lebten zu diversen Reibereien mit der mexikanischen Regierung. So kam es im Jahre 1835 schließlich zur texanischen Revolution. Die texanischen Streitkräfte besiegten die Mexikaner binnen weniger Monate, sodass Texas am 21. April 1836 die Unabhängigkeit erlangte. Mexiko hingegen weigerte sich, die Unabhängigkeit Texas’ anzuerkennen und befahl den Vereinigten Staaten von Amerika, Texas nicht zu annektieren. Diese wiederum ignorierten den Befehl und annektierten Texas im März 1845 als 28. Staat der Vereinigten Staaten von Amerika.

### Mexikanisch-Amerikanischer Krieg
Die mexikanische Regierung erkannte die Annexion von Texas nicht an. Aus mexikanischer Sicht bildete der Nueces River weiterhin die Grenze zwischen Mexiko und den Vereinigten Staaten von Amerika. Die Vereinigten Staaten von Amerika sahen die Grenze hingegen mehr südlich, im Rio Grande. Die Grenzstreitigkeiten wurden schnell zu einem eklatanten Thema. Mexiko weigerte sich, mit Texas einen großen Teil des eigenen Landes abzugeben, die Vereinigten Staaten von Amerika, insbesondere Präsident James K. Polk, beharrten auf ihrem Recht der Manifest Destiny (in Form von westlicher Ausbreitung). Der Kongress erklärte Mexiko auf Polks Forderung hin am 13. Mai 1846 den Krieg, den Mexiko nach zwei Jahren schlussendlich verlor. Die Entscheidung brachte eine Landung bei Veracruz im März 1847 und die Besetzung von Mexiko-Stadt durch US-Truppen im September desselben Jahres. Der Vertrag von Guadalupe Hidalgo vom 2. Februar 1848 führte daraufhin zu einem großen Gebietszuwachs für die Vereinigten Staaten und dehnte ihr Territorium bis zum Pazifischen Ozean aus.
Die heutige Grenze zwischen Mexiko und den Vereinigten Staaten von Amerika umfasst eine Länge von ca. 3140 km und durchkreuzt eine Vielzahl unterschiedlicher Terrains. Diese Grenze ist eine der meist frequentierten Grenzen weltweit, welche von mehr als 350.000.000. Menschen jährlich überquert wird. Hinzu kommt eine unbekannte Zahl an illegalen Grenzübergängen. Aus diesem Grund wird die Grenze streng bewacht. Anzaldúa bezeichnet diese Grenze als eine offene Wunde. Das Leben der Menschen dort ist hart, sie leiden unter extremer Armut, Rassismus und Isolation: „Hatred, anger and exploitation are the prominent features of this landscape.“

## Ausgaben
- Borderlands/La Frontera: The New Mestiza. San Francisco: Aunt Lute 1987. ISBN 978-1-879960-12-1 [Erstausgabe]
- Borderlands/La Frontera: The New Mestiza. Einleitung von Sonia Saldivar-Hull und Sonia Saldc-Var-Hull. San Francisco: Aunt Lute 1999. ISBN 978-1-879960-56-5 [Erweiterte Ausgabe]

## Forschungsliteratur
- Michaela Díaz-Sánchez: „Yemaya Blew That Wire Fence Down“: Invoking African Spiritualities in Gloria Anzaldúa’s Borderlands/La Frontera: The New Mestiza and the Mural Art of Juana Alicia. In: Solimar Otero, Toyin Falola (Hrsg.): Yemoja: Gender, Sexuality, and Creativity in the Latina/o and Afro-Atlantic Diasporas. State University of New York Press, Albany, NY 2013, S. 153–186.
- Monica Perales: On Borderlands/La Frontera: Gloria Anzaldúa and Twenty-Five Years of Research on Gender in the Borderlands. In: Journal of Women’s History. 25, 4, 2013, S. 163–173.
- Anna Brígido-Corachán: Native Journeys of Self-Figuration: N. Scott Momaday's The Way to Rainy Mountain and Gloria Anzaldúa’s Borderlands/La Frontera. In: Begoña Simal (Hrsg.): Selves in Dialogue: A Transethnic Approach to American Life Writing. Rodopi, Amsterdam 2011, S. 109–132.
- Markus Heide. Grenzüberschreibungen: Chicano/a-Erzählliteratur und die Inszenierung von Kulturkontakt. Heidelberg: Universitätsverlag Winter, 2004. ISBN 3-8253-1662-9.
- María Lugones: On Complex Communication. In: Hypatia. Vol. 21, Nr. 3, 2006, S. 75–85, doi:10.1111/j.1527-2001.2006.tb01114.x